# Marine Francen
Marine Francen, parfois écrit Marine Franssen, est une réalisatrice et scénariste française.

## Biographie
Marine Francen fait des études de lettres (en hypokhâgne/khâgne au lycée fénelon à Paris) puis d'histoire contemporaine, obtenant une maîtrise spécialisée dans le traitement médiatique des relations internationales. Intéressée par le cinéma, elle travaille quelques mois pour des festivals de cinema et dans la société de production de James Ivory avant de devenir assistante réalisatrice. Elle passe à la réalisation avec un premier court métrage en 1999, D'une rive l'autre, puis enchaîne avec trois autres courts jusqu'en 2009. En 2012 elle reçoit l'aide à la réécriture du CNC pour son premier scenario de long métrage qui est aussi sélectionné au Canada à l'Atelier Grand Nord. À partir de cette date, elle se consacre entièrement à l'écriture et la mise en scène.
En 2017, elle sort son premier long métrage, Le Semeur, qui est la première adaptation cinématographique du récit L'Homme semence de Violette Ailhaud.
À la suite de ce prix, elle écrit pour une production américaine un biopic inspiré de l'histoire du tableau de John Singer Sargent : Portrait de Madam X.
Marine Francen est la petite nièce de l'acteur Victor Francen.

## Filmographie

### Comme réalisatrice et scénariste
- 1999 : D'une rive l'autre (court métrage autoproduit, sélectionné au concours Jeunes du forum des Images)
- 2001 : L'Accordéoniste (court métrage, 35mm, prod. Les Télécréateurs, avec Denis Lavant)
- 2002 : Céleste (court métrage documentaire, portait d'une immigrée cap verdienne, autoproduit)
- 2009 : Les Voisins (court métrage, 35mm, 20min avec Marie Kremer et Salim Kechiouche)
- 2017 : Le Semeur (long métrage avec Géraldine Pailhas, Alban Lenoir, Pauline Burlet, Annamaria Vartolomei, Françoise Lebrun, prod. Les films du Worso). Prix du Meilleur 1er et 2nd long métrage au festival de San Sebastian. Le film est distribué aux USA, Japon, Espagne, Mexique, Chine, Grèce, Allemagne, Benelux, UK...

### Autres
- 2007: Pur week-end de Olivier Doran - deuxième assistante realisatrice

- 2006 : Les Fragments d'Antonin de Gabriel Le Bomin - deuxième assistante réalisatrice
- 2008 : L'Instinct de mort de Jean-François Richet - deuxième assistante réalisatrice
- 2008 : L'Ennemi public no 1 de Jean-François Richet - deuxième assistante réalisatrice
- 2011 : Si tu meurs, je te tue de Hiner Saleem - première assistante réalisatrice